# Jordan Galland
Galland Jordân é um cineasta, escritor e músico.
Ele foi viver em Nova York desde que eu tinha cinco anos
Após uma colaboração com Sean Lennon, em 2005, o álbum "The Secret Show" do álbum "Friendly Fire", em 2005
Jordan Galland dirigida "Rosencrantz e Guildenstern Are undead", uma comédia estrelando Ralph Macchio, Devon Aoki e Jeremy Sisto.
Sua canção está no filme 21 (filme) (Domino-Tropical Moonlight))21.

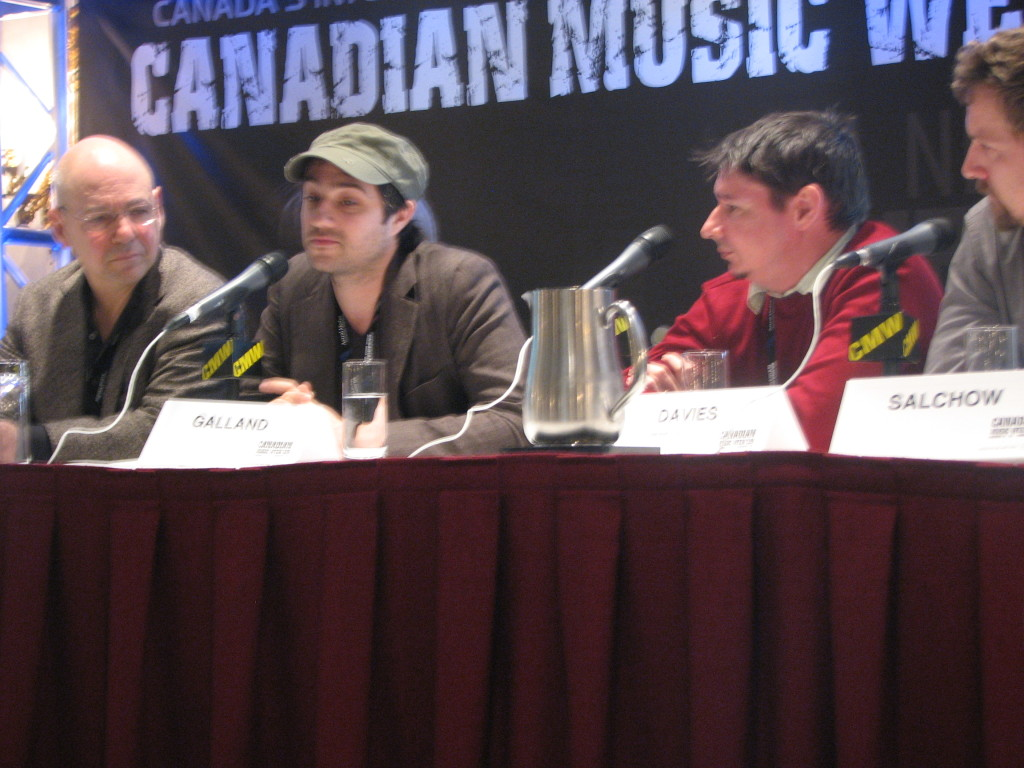
Jordan Galland as a panel speaker at Canada Music Week, March 2009

## Filmography
| Year | Title                                   | Comments           |
| 2005 | Green Umbrella                          | Writer/actor       |
| 2007 | Rosencrantz and Guildenstern are undead | Executive Producer |
| 2008 | Coin Locker Babies                      | Screen Writer      |

## References
1. ↑  Hopeful «Romantics:Dopo Yume Wear their Hearts on Their Sleeveswww.fashionfollower.com»[ligação inativa]
2. ↑  «21 soundtrack at Allmusic» 🔗